# Sylline flava
Sylline flava är en ringmaskart som beskrevs av Grube 1868. Sylline flava ingår i släktet Sylline och familjen Syllidae. Inga underarter finns listade i Catalogue of Life.